# Улица Лабутина
У́лица Лабу́тина — улица в Адмиралтейском районе Санкт-Петербурга. Проходит от Лермонтовского проспекта за Калинкин переулок до дома 185 по набережной реки Фонтанки.

## История
Улица возникла в первой половине XVIII века.
20 августа 1739 года присвоено наименование Токарный переулок. С 1789 года известно название Прядильная улица, связано с появлением здесь в середине XVIII века слободы прядильщиков.
15 мая 1965 года переименована в улицу Лабутина, в честь П. И. Лабутина, сапёра, участника обороны Ленинграда, бойца ополчения Октябрьского района, закрывшего своим телом пулемёт в районе Пулково.

## Примечательные здания
- Дом № 2 (Лермонтовский проспект, 27) — доходный дом Д. И. Панфиловой, построенный в 1831 году.  7831061000
- Дом № 12 (Прядильный переулок, 2) — историческое здание, построенное в 1909 году по проекту архитектора В, В. Шауба. В 1905 г. здесь бывал В. И. Ленин.  7802679000
- Дом № 24 (Английский пр., 54) — Приют Обуховского благотворительного общества, конец XVIII века, расширен в 1873 году по проекту архитектора Карла Андерсона[2].
- Дом № 34А (Фонтанки р.наб., 183; Калинкин пер., 1) — доходный дом, часть комплекса фабрики шёлковых изделий А. И. Ниссена. Дом является одним из первых примеров «кирпичного стиля» в Петербурге, был построен в 1872—1873 годах по проекту архитекторов Виктора Шрётера и Иеронима Китнера[3].